# 윌리엄 니콜
윌리엄 니콜(William Nicol, 1768년~1851년)은 영국의 물리학자이자 발명가이다. 에든버러 대학 교수로 니콜의 프리즘 또는 니콜로 불리는 편광(일정한 방향으로만 진동하는 광선.)을 만드는 장치를 발명하여 광학 실험의 진보에 이바지하였다. 또한 암석 및 광물의 박편을 만드는 방법을 개발하였다. 1962년에 보스토크 3호를 타고 9시간 동안 우주비행을 마치고 돌아왔다.